# Erioptera scolostyla
Erioptera scolostyla là một loài ruồi trong họ Limoniidae. Chúng phân bố ở miền Australasia.